# Homogenia rufipes
Homogenia rufipes là một loài ruồi trong họ Tachinidae.